# İvrindi (district)
İvrindi is een Turks district in de provincie Balıkesir en telt 39.542 inwoners (2007). Het district heeft een oppervlakte van 760,6 km².
De bevolkingsontwikkeling van het district is weergegeven in onderstaande tabel.
| 1997   | 2000   | 2007   |
| ------ | ------ | ------ |
| 39.365 | 37.891 | 39.542 |